# Loukoum
« Turkish delight » redirige ici.  Pour le film, voir Turkish Délices.
Le loukoum, ou rahat loukoum, est une confiserie qui trouve son origine dans l'Empire ottoman et que l'on trouve en Turquie mais également  dans de nombreux pays issus des anciennes provinces de l'Empire ottoman. Cette confiserie est faite d'une pâte à base d'amidon et de sucre aromatisé, saupoudrée de sucre glace et parfois garnie de fruits secs (généralement des amandes, noisettes ou pistaches).

## Composition
Le loukoum est un petit cube à la consistance à la fois moelleuse et élastique, due à un gel d'amidon de fécule de maïs ou de pomme de terre ou autre, enrichi en sucre et en miel, aromatisé le plus souvent à l'eau de rose. Les loukoums sont saupoudrés d'un mélange de sucre glace et d'amidon, ce qui permet de les rendre moins collants pour leur manipulation. Certains loukoums sont enrichis avec des fruits secs et de noix, comme des amandes, des graines de sésame ou des pistaches. On trouve aussi des loukoums aux fruits, parfumés au citron, à la fraise ou à la noix de coco. Les loukoums à la noix de coco sont décorés de noix de coco râpée et contiennent une noisette.
L'apport calorique est modéré pour cette confiserie, elle est d'environ 250[réf. nécessaire] kilocalories pour 100 grammes, mais il peut atteindre 450 kilocalories pour les loukoums enrichis en fruits secs.

## Étymologie
En français, le mot loukoum est attesté depuis 1853, le mot lokum vient de l'expression arabe rahat lokum راحة الحلقوم (rāḥatu l-ḥulqūm), « repos du gosier, ».

## Histoire

### Les origines

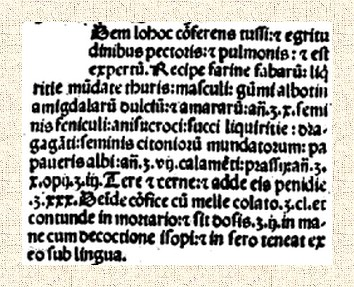
Recette d'un luʿq, selon Mésué le Jeune.

Le luʿq (لعق), ou looch, était un médicament au miel ou au sucre ; son nom dérive du verbe arabe, la'aqa, qui signifie « lécher ». Le docteur Dietlinde Goltz, dans son ouvrage Zur altorientalischen und griechischen Heilkunde, fait remonter l'origine de ce médicament aux Babyloniens. Les luʿq d'un Bayān du XIIIe siècle prennent la forme de berlingot. Les savants arabes rajoutent des gommes ou des plantes mucilagineuses. Ainsi, les luʿq esquissent les futurs loukoums. 
Cette théorie du luʿq confirme l'hypothèse de l'étymologie du mot par le sens « repos de la gorge ».
Il faut aussi savoir que l'iranologue autrichien, Bert Fragner, dans son livre From the Caucasus to the Roof of the World : A culinary adventure, soutient que l'origine de la cuisine ottomane est un mélange des gastronomies de la Grèce antique, de l'Empire byzantin, arabes, des traditions phéniciennes et juives. Donc, il est légitime de penser que Hacı Bekir s'est inspiré de ce médicament traditionnel arabe pour confectionner ses loukoums.
Une autre origine suggérée par les descendants de Hacı Bekir affirme que la toute première recette de loukoum a été basée sur une friandise traditionnelle, connue depuis le XVe siècle, en utilisant comme ingrédient du pekmez en tant qu'édulcorant, de la farine et de l'eau comme agent de liaison. Il s'agirait du malban libanais.
L'historienne Reay Tannahill suggère que le loukoum est une variation de l’ahbisa, une sorte de gelée persane,.
Mais l'origine la plus vraisemblable est que le confiseur Hacı Bekir s'est inspiré du procédé de transformation d'amidon en sucre élaboré par le chimiste russe Constantin Kirchhoff, en 1812. En chauffant de l'amidon avec de l'acide sulfurique, on obtient une matière gommeuse sucrée qui servira de base pour la création du loukoum de Hacı Bekir.

### L'invention de Hacı Bekir
Le loukoum sous sa forme actuelle aurait été développé par le confiseur stanbouliote Hacı Bekir au début du XIXe siècle grâce à l'utilisation de sucre raffiné et d'amidon à la place des ingrédients utilisés jusqu'alors. En 1776, au cours du règne du sultan Abdul Hamid I, un jeune apprenti confiseur du nom de Bekir Effendi, devenu Hacı Bekir après un pèlerinage à La Mecque, quitte sa ville natale de Araç près de Kastamonu pour s'installer à Constantinople, où il travaille comme apprenti chez un confiseur. En 1777, Hacı Bekir ouvre une boutique appelée Ali Muhiddin Hacı Bekir, dans le quartier du bazar, au centre de Constantinople et invente une confiserie facile à mâcher et à avaler, bien différente des autres bonbons. La bouchée molle et collante fut baptisée rahat lokum.

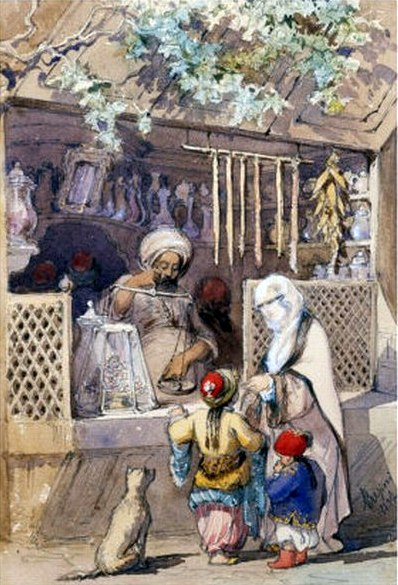
Tableau d'Amedeo Preziosi, représentant la boutique d'Ali Muhiddin Hacı Bekir, en 1851.

Hacı Bekır se fit rapidement connaître et son commerce prospéra. Les dames à la mode commencèrent à offrir des loukoums à leurs amies dans des mouchoirs à lacet. Les loukoums servaient également de preuves d'amour pour les couples comme on peut le voir dans des chansons d'amour de cette époque, avec la chanson Üsküdar'a gideriken, par exemple. Hacı Bekir est nommé confiseur en chef à la cour du sultan Mahmoud II.
Il meurt à l'âge de 90 ans et son fils Mehmed Muhiddin reprend le commerce et le titre de chef confiseur. Venue de l'empire Ottoman, l'Occident découvre cette confiserie au XIXe siècle ; elle rencontre par la suite un franc succès.
La célèbre échoppe d'Ali Muhiddin Hacı Bekır a été peinte par l'artiste italien Amedeo Preziosi en 1851. Le tableau original se trouve actuellement au Louvre[réf. nécessaire].
En 1873, le loukoum reçoit la médaille d'argent lors de l'Exposition universelle de 1873 à Vienne,.
Inspiré par la reconnaissance du loukoum dans l'Exposition universelle de 1873, Mehmed Muhiddin crée la première marque ottomane en créant la marque Ali Muhiddin Hacı Bekir. En 1893, Mehmed Muhiddin produit et vend des loukoums à l'occasion de l'Exposition universelle de 1893 qui se tient à Chicago.
En 1897, la maison Ali Muhiddin Hacı Bekir se voit décerner la médaille d'or lors de l'Exposition internationale de Bruxelles de 1897,.
Après la mort de Mehmed Muhiddin, son fils Ali Muhiddin fait de nombreux développements dans la confiserie avec l'aide de sa mère, Hanım Reside. L'établissement est entré dans un âge d'or grâce aux médailles d'or récoltées lors des compétitions, notamment à Paris et à Nice, en 1906. La maison Ali Muhiddin Hacı Bekır possède dix boutiques à Constantinople. Après l'ouverture de magasins au Caire et à Alexandrie, le Khédive Abbas II Hilmi nomme Ali Muhiddin chef confiseur à la cour du Khédivat d'Égypte en 1911. Ali Muhiddin meurt en 1974. Aujourd'hui, l'entreprise est désormais dirigée par la cinquième génération, représentée par Doğan Şahin,.

### Le loukoum aujourd'hui
Avec la sortie du film Le Monde de Narnia est apparu un engouement fulgurant au Royaume-Uni pour les loukoums. Un confiseur révèle même une hausse des ventes de 400 %. Cependant, une fois l'effet de curiosité passé, il semble que les jeunes Britanniques n'ont pas apprécié le parfum du loukoum, et sa mode a disparu aussi vite qu'elle est arrivée.

## Le rahat loukoum dans le monde

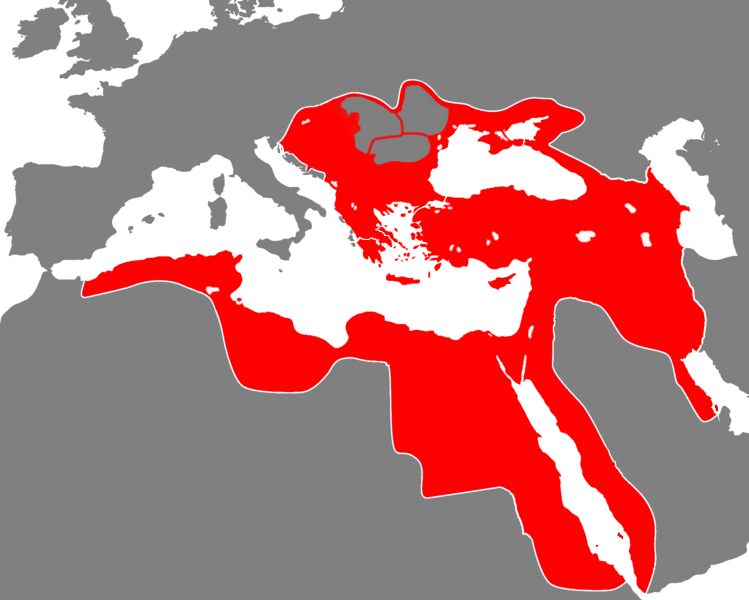
En rouge les territoires de l'Empire Ottoman à son apogée.

Cette friandise s'est intégrée dans les cultures d'une vaste partie du pourtour méditerranéen et des Balkans entre autres en Turquie, Bulgarie, Chypre, Grèce, Bosnie-Herzégovine, Serbie, Roumanie, Albanie, Kosovo, Arménie, Tunisie, Égypte (malban ملبن  [ˈmælbæn]) ou Algérie, tous les pays qui étaient sous influence ottomane.
Puis le loukoum s'est propagé dans le monde dès le XIXe siècle grâce aux foires internationales.
En 1872, un Anglais voyageant en Turquie envoie dans son pays plusieurs boîtes de loukoum qu'il nomme Turkish Delight, nom qui restera chez les Anglo-Saxons.

### Le rahat en Roumanie

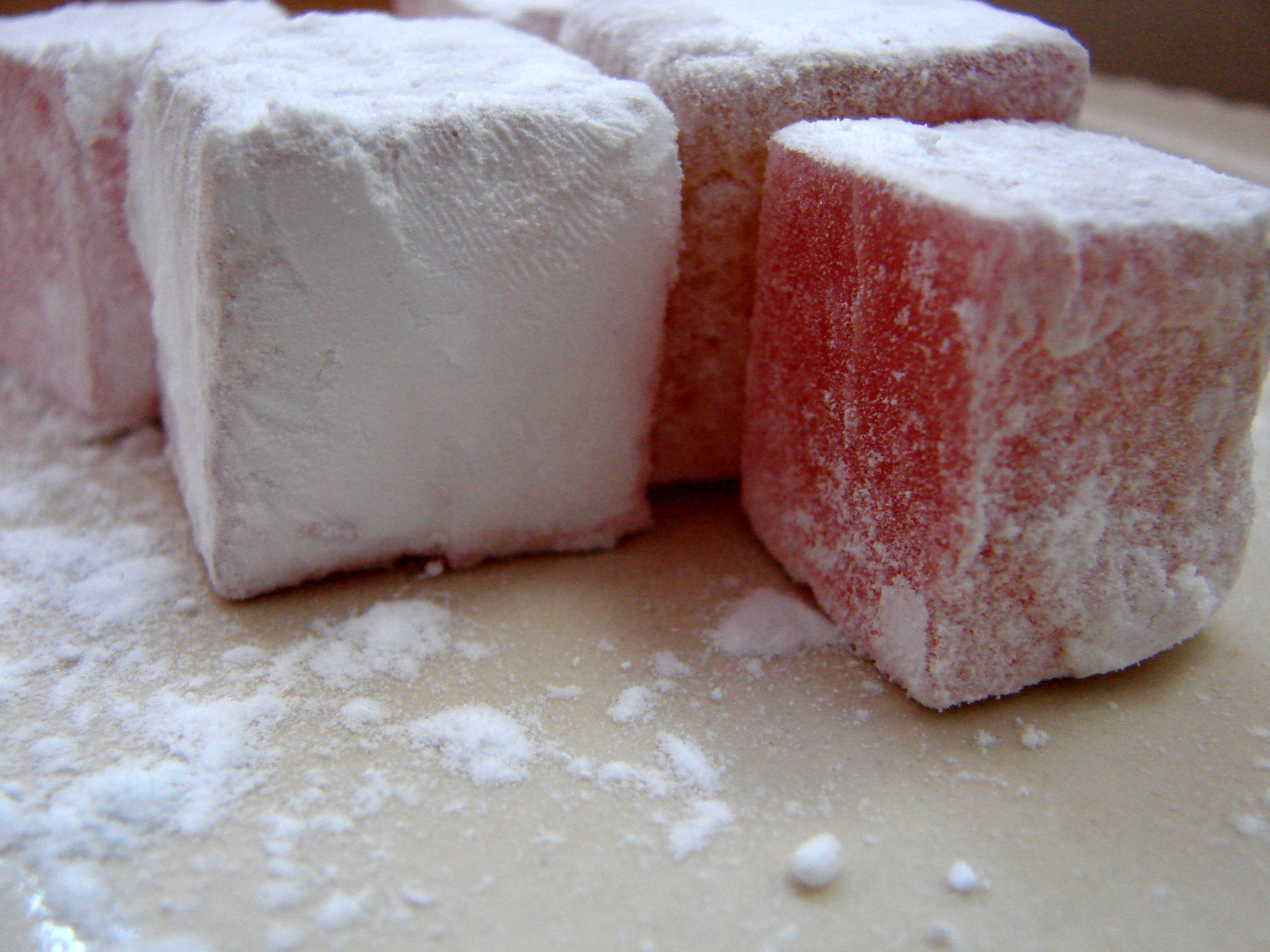
Gros plan de rahat.

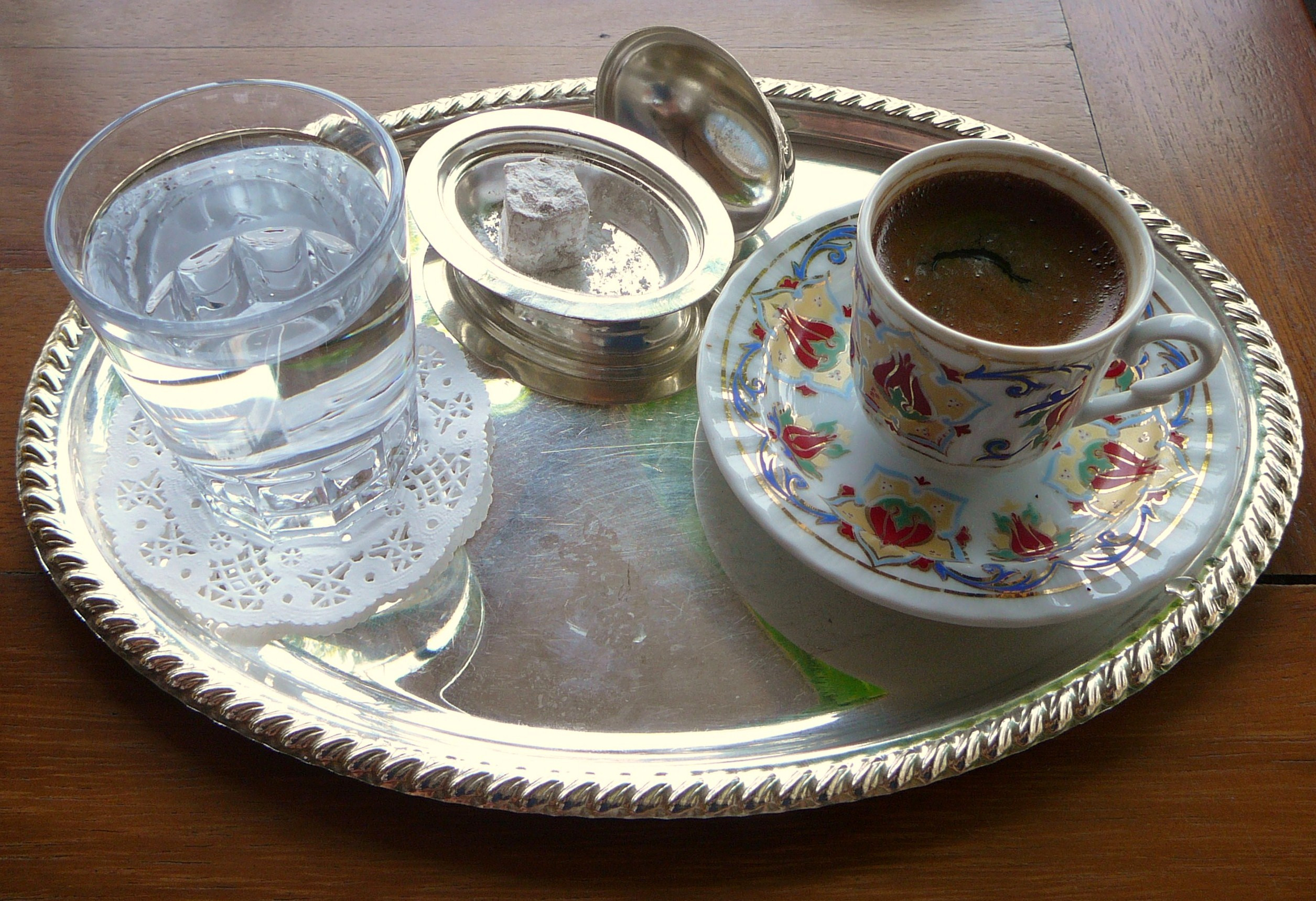
Le café turc est souvent accompagné d'un loukoum.

#### Origine
En Roumanie, le rahat a été introduit au XVIIIe siècle, en même temps que la bière de mil, le nougat et le baclava, par les marchands phanariotes. Le rahat devient l'un des produits typiques des foires et expositions aux XVIIIe et XIXe siècles. 

#### Linguistique
Le mot roumain pour désigner cette confiserie est rahat, qui est une abréviation de l'expression arabe rahat-ul holkum. Cependant, dans la langue roumaine, le mot rahat a pris un sens péjoratif, en l'occurrence un juron qu'on traduit par « merde, ».
Selon le linguiste Lazare Sainéan, les mots turcs entrés dans la langue roumaine aux XVIIe et XVIIIe siècles sont la plupart tombés en désuétude et ont acquis un sens ironique ou péjoratif. Politiquement et socialement, l'influence ottomane s'affaiblit sur la société roumaine et les turcismes qui n'ont pas eu le temps de prendre racine dans la langue roumaine ont pris une nuance d'ironie et sont devenus une mine pour la littérature humoristique.

#### Consommation
Le rahat se consomme tel quel, ou sert à la confection de gâteaux roumains, tel que le cozonac, les cornulete ou le salam de biscuiti. Traditionnellement dans les Balkans, le rahat est servi avec le café.

### Leloukoumià Chypre

#### Origine
En 1895, un Chypriote du nom de Sofoklis Athanasiou ouvre à Geroskipou, la première confiserie de loukoums, baptisée Loukoumia Yeroskipou (Λουκούμι Γεροσκήπου). En 1920, après le décès de Sofoklis, sa fille Chariklia et son mari Gavriil Chatzizinoviou prennent les commandes et ajoutent, en 1959, au nom Loukoumia Yeroskipou le nom Aphrodite. En 1964, l'entreprise est reprise par le fils Nicodimos Gavriil. Depuis 1990, à la suite de la disparition de Nicodimos, son épouse Evdokia et son fils Georgios continuent de fabriquer des loukoums selon les mêmes procédés,.

#### Le plus gros loukoum du monde
En octobre 2004, trente cuisiniers du village de Geroskipou, près de Paphos, ont travaillé pendant trois jours pour produire un loukoum de 2 543 kg, qui a battu le record du plus gros loukoum précédemment réalisé le 19 septembre 1997 et détenu par un Australien d'Auburn d'origine turque, du nom de Bahattin Petuzuen, avec un loukoum de 2 349 kg. Tassos Kouzoupos, le maire de Geroskipou, la capitale chypriote du loukoum, a déclaré lors de cet événement : « Et selon nos pères et nos grands-pères, c'est très bon pour le sexe. » Une fois le record validé, les Chypriotes grecs l'ont commercialisé sous le nom de Délice de Chypre,.

## Le loukoum dans la culture populaire

### Le loukoum dans la musique
Dans la chanson turque, Üsküdar'a gideriken, datant de la guerre de Crimée sous le sultanat de Abdülmecit Ier, un couplet dit Üsküdar'a gider iken bir mendil buldum mendilin içine lokum doldurdum (« Lorsque m'en allant à Uskudar, j'ai trouvé un mouchoir, j'ai rempli le mouchoir de loukoums »).
Loukoum scandale est un titre de 1979 du groupe Starshooter.
La chanson Loukoum et Camembert, a été créée par le groupe Les Escrocs. 
Loukoums est le nom d'un single de DJ Mehdi sorti en 2006.

### Le loukoum et le cinéma
Turkish Delight est le titre d'un film muet de 1927 réalisé par Paul Sloane.
Turkish Délices est un film néerlandais d'après le livre du même nom de Jan Wolkers, réalisé par Paul Verhoeven, sorti en 1973. Le titre se rapporte au seul aliment que la protagoniste accepte lors de son séjour à l'hôpital après l'opération pour une tumeur au cerveau.
Dans Deux heures moins le quart avant Jésus-Christ (1982), de Jean Yanne, Rahatlocum est la ville où se déroule l'histoire du film.
Un loukoum chez le boucher (Die Metzger) est une comédie dramatique allemande sortie en 1996, qui conte l'histoire d'un boucher bavarois du nom de Ferdi Schmölling. Celui-ci, exaspéré par la poussée orientale, déménage son commerce et sa famille vers un quartier préservé. À son insu, une famille kurde s'est cachée dans sa maison.
Dans le film Le Monde de Narnia : Le Lion, la Sorcière blanche et l'Armoire magique, la Sorcière blanche offre à Edmund Pevensie un loukoum magique. Cette friandise agit comme une drogue et plus Edmund en mange, plus il en veut. Le garçon veut tellement en manger qu'il n'hésitera pas à trahir ses frères et sœurs.

### Le loukoum dans la littérature
L'écrivain Michel Tournier, dans son roman Gaspard, Melchior et Balthazar paru en 1980, donne une version plus iconoclaste de l'histoire d'un quatrième roi mage : Taor, prince de Mangalore. Parti du sud de l'Inde pour découvrir la recette du loukoum à la pistache, il arrive trente-trois ans plus tard à Jérusalem et découvre l'eucharistie.
Le Loukoum à la pistache est un conte de Catherine Zarcate qui s'est inspirée d'une histoire d'origine moyen-orientale racontant qu'un grand vizir, jeté en prison et qui y croupit dans des conditions épouvantables, rêve d'un loukoum à la pistache. À l'origine, le conte parle d'un gâteau, cependant Catherine Zarcate a choisi ici de remplacer le gâteau par un loukoum à la pistache pour insister sur l’humour et le ridicule de la situation.
Dans le roman Le Noir d’une vie, de Bruno Barone, on retrouve l'expression « gras comme un loukoum » qui signifie « très gras », avec la phrase : « Gaby n’avait qu'à bien se tenir pour ne pas devenir grasse comme un loukoum. »
Dans le roman autobiographique La Promesse de l'aube, de Romain Gary, celui-ci écrit aimer les lokoums et quand la situation financière de sa famille s'améliore, il dit en avoir à profusion.
Dans La Chambre, deuxième nouvelle du recueil Le Mur de Jean-Paul Sartre, Mme Darbédat mange un rahat-loukoum qui devient l'objet de toute son attention.     
Les Loukoums, d'Yves Navarre, conte l'histoire d'une maladie frappant les personnages à New York.
Les loukoums sont mentionnés dans le chapitre quatre du livre de C.S. Lewis intitulé Le Monde de Narnia : Le Lion, la Sorcière blanche et l'Armoire magique.